# Marianela de la Hoz
Marianela de la Hoz (Ciudad de México, 14 de junio de 1956) es una pintora mexicana que lleva más de diez años radicada en San Diego, California, lugar desde donde continúa trabajando. Su obra, tan crítica como introspectiva, se caracteriza por ser figurativa, de pequeño formato, y por remitir a mundos de una rica y compleja imaginería. A través de su vasta producción, de la Hoz aborda temas como la familia, la pareja, las fábulas, el tiempo, la memoria, los prejuicios raciales y la religiosidad católica desde una perspectiva de género. 

## Primeros años
Marianela de la Hoz nació en el seno de una familia y una cultura marcadas por los atavismos religiosos y de género propios de la sociedad mexicana de mediados del siglo XX. En este contexto, de la Hoz muy pronto desarrolló una voz y juicio propios que, sin embargo, no lograba comunicar dada su naturaleza tímida e introvertida. Había muchas cosas que ella quería decir pero no encontraba las palabras para hacerlo así que, comenzó a pintar. "Ponerlo en palabras no me resulta fácil, pero a través de imágenes puedo decirlo todo". En sus primeras obras, ella mandaba a su familia los mensajes que no podía decir cara a cara. "Claro que no me entendían, pero para mí era un alivio. Resultaba sumamente catártico".

## Estilo pictórico
Su obra abreva de referencias literarias entre las que destacan la obra de la escritora estadounidense Flannery O’Connor y las composiciones de hemoficción de Juan Trigos Sentíes así como de estilos plásticos como las Escuelas Flamenca y Holandesa, el arte surrealista de otras artistas icónicas del arte mexicano como Frida Kahlo, Remedios Varo y Leonora Carrington, y la capacidad de plasmar los horrores de la psique humana como hicieran pintores como José Luis Cuevas y Julio Galán.

### Influencias literarias
El trabajo de Marianela de la Hoz se nutre de argumentos literarios, no con el fin de ilustrarlos, sino en tanto que fuente de donde surgen los problemas internos del ser humano. Es en la literatura donde ella encuentra aquellos códigos visuales que le permiten representar el lado humano que tanto nos empeñamos en esconder, la cara desagradable de la vida real. Historias extraídas del entorno familiar inmediato, en donde las retorcidas y aparentemente desapercibidas dinámicas se hacen presentes al inducir choques en el espectador que mira, a través de los prodigiosos retratos, la verdadera naturaleza humana. Cuando empezó a pintar, su primer referente fueron los relatos de Juan Trigos Sentíes, su tío, puesto que se basaba en las historias familiares y el papel de cada quien en el tejido de la familia, su familia. De aquí que sus inicios con el pincel estén relacionados con el movimiento literario encabezado por Trigos denominado hemoficción, y que habla de la relación sanguínea, sentimental y neurótica entre los seres humanos. En esta primera etapa, por tanto, Marianela de la Hoz transcribía reflexiones de Juan Trigos que, aunque aparentemente no tenían que ver con la imagen que acompañaban, abrían nuevas puertas de significado. Sin embargo, tras dejar atrás sus nexos con la hemoficción, la pintora sigue, no obstante, acompañando sus imágenes con reflexiones y pensamientos propios. En este sentido, la interconexión entre el texto y la imagen en su obra se considera una constante ya que todas sus piezas llevan una frase escrita que puede ser explícita o críptica. Como afirma la crítica de arte Lelia Driben, "es necesario señalar que Marianela de la Hoz se ubica en la sólida, muy sólida tradición narrativa literaria y pictórica argentina, forjada por Sarmiento, Echeverría, Borges, Berni, Spilimbergo y Castagnino, entre otros". 
En el mundo pictórico-literario no existen límites precisos entre lo material y lo inmaterial, entre lo ordinario y lo extraordinario, y en ese sentido, es una inagotable fuente de imágenes. La obra de Marianela de la Hoz reflexiona sobre el conocimiento que tenemos de nosotros mismos, la manera en que vivimos, amamos y soñamos. Y lo hace a través de una iconografía terrible y “amoral” en la que personajes realistas con detalles mágicos, zoomórficos, desproporciones y exageraciones hablan de sí mismos abiertamente y sin culpas, sin recurrir a mitos ni lugares comunes. 
De la Hoz investiga y plasma experiencias, emociones y sensaciones propias a cualquier ser humano dotándolas de una buena dosis de crítica subversiva. Así, al contar historias perversas a través de un lenguaje fantástico pero aderezado de sarcasmo y humor negro, sus obras transmiten una sensación de lo que ella llama “violencia blanca”.

### Influencias plásticas
Interesada desde pequeña en el lado oscuro del ser humano y su contraste con el aspecto luminoso, el contenido de la obra de Marianela de la Hoz surge de la realidad misma pues para ella es de vital importancia plasmar los temas que reflejan la condición de nuestros tiempos. Sin embargo, el lenguaje formal al que recurre tiene poco que ver con las tendencias abstractas y conceptuales contemporáneas, y mucho que ver con las tendencias de escuelas Flamenca y Holandesa de los siglos XV y XVI. Así, el uso de la luz y sus contrastes, el preciosismo en el detalle, la pequeñez del formato y el dominio del temple, hacen de ella una artista contemporánea de cualidades excepcionales. Sus temas, aunque enclavados en la realidad actual en la que los efectos de la moda, el consumismo y los medios de comunicación dictan el deber ser, hablan del mundo interior de la artista, de ese lugar donde su verdadero yo se debate con fantasmas, recuerdos, creencias religiosas, soledades, desamores, miedo al envejecimiento, etc. 
En este sentido, dada la intimidad y fantasía de su propio universo, la obra de esta pintora se encuentra también cerca de las reflexiones plasmadas en el imaginario de Remedios Varo, Leonora Carrington e incluso, Frida Kahlo. Mundos todos que, siguiendo el precepto básico del feminismo, enuncian a través de lo personal un discurso con marcada injerencia política. Y es que, al igual que estas tres grandes, la obra de Marianela de la Hoz no es complaciente en absoluto ya que busca inquietar y cuestionar al espectador tanto en forma como en contenido. Así, creando retratos de realidad convertidos en escenas teatrales, su obra logra un juego de espejos en el que cualquiera se mira a sí mismo y encuentra resabios tanto de luz como de obscuridad.

## Enfoque de género
Además del ying y el yang de cada ser humano, uno de los temas más recurrentes en la obra de Marianela de Hoz es el papel de la mujer en la sociedad actual. La artista recuerda que cuando era niña solía soñar que quería ser hombre pues sabía que ellos son quienes tienen el poder y, por ende, gozan de más oportunidades y libertades. Criada en una sociedad tradicional bastante cerrada, de la Hoz estudió en una escuela de monjas en donde aprendió que prácticamente todo era oscuro, malo, pecaminoso. Aunque las maestras aceptaban que una mujer estudiara alguna carrera, aquello que más inculcaban en las alumnas era la necesidad de casarse, tener hijos y ser una buena ama de casa. 
Casada, con hijos, y con éxito profesional como diseñadora, no fue si no hasta que de la Hoz descubrió los pinceles que empezó a plasmar en sus obras su más profundo sentir. En la gran mayoría de sus piezas la artista recurre a la mujer para expresar lo que ha observado y vivido a lo largo de su vida tanto en carne propia como a través de la mirada de sus abuelas, tías, maestras, amigas, madre, e hija. Los temas que aborda a través de una mirada crítica y subversiva se pueden clasificar en maternidad, educación, religión, miedo a envejecer, el carácter constreñido de los roles sociales, y los mitos que parecen dictaminar lo que la mujer debe y no debe ser. Así, de manera manera sutil pero contundente, la pintora deja un grano de arena con la intención de sumarse a esa larga historia de lucha de las mujeres en pro de la equidad.  

## Estudios y trayectoria artística
Marianela de la Hoz estudió diseño gráfico en la Universidad Autónoma Metropolitana de donde se graduó en 1978. Posteriormente, ejerció como diseñadora 14 años hasta que, un buen día, ya casada y con dos hijos, decidió dedicarse por completo a la pintura. 
Artista autodidacta, de la Hoz cuenta hoy con más de 20 años de trayectoria. En el mundo del arte es conocida tanto por su impecable técnica como por su profunda temática. Cada pieza, en miniatura la mayoría de ellas, representa una inmensa ventana a un universo onírico cuya ejecución estética es de gran calidad. Trabaja magistralmente con temple al huevo y aplicación de hoja de oro aunque también produce dibujos con lápiz y puntas de oro y plata. Sus obras más recientes, sin embargo, van más allá de la bidimensionalidad de la tabla puesto que se trata de composiciones hechas a partir de o en diálogo con objetos de la vida cotidiana. 
En los años 90 la influyente crítica, Raquel Tibol, se convirtió en admiradora de su obra. Ganando la aprobación de los críticos, su obra pronto empezó a atraer coleccionistas en su país natal. Dicha suerte la ha seguido también a San Diego, California, ciudad donde reside desde hace y a más de 10 años. 

### Exposiciones
En los años más recientes, de la Hoz ha tenido las siguientes exposiciones individuales: Speculum-Speculari en el Cornell Fine Arts Museum y en la University of Arkansas at Little Rock en 2015, Cinco Años en la galería Noel-Baza Fine Art en 2013 y Heaven and Earth, the Determined Freedom for an Undetermined Life en el San Diego Museum of Art en 2012.
En cuanto a exposiciones colectivas, sus participaciones en los últimos años han sido: Fiat Lux en el Grupo PMI, Ciudad de México;
Art San Diego 2014; Tzompantli en el Museo de Arte de la Secretaría de Hacienda y Crédito Público, Ciudad de México; Seven Deadly Sins en San Diego Mesa College; y Wunderkammer, Miniatures and Curiosities en la Galería Koplin del Río en Los Ángeles. 
Su trabajo, en general, ha sido mostrado en la Ciudad de México, Guanajuato, Querétaro y Cuernavaca; Caracas; San Diego, Santa Mónica, Long Beach, San Francisco, Houston, Seattle, Portland, Miami, Nueva York, y Washington D. C., entre otros.

### Colecciones
La obra de Marianela de la Hoz se encuentra en colecciones públicas y privadas en México, EE. UU., Canadá, Japón, Dubái y Alemania. Asimismo, forma parte de las colecciones de las siguientes instituciones: Fundación Cultural Bancomer, Instituto Tecnológico de Monterrey, Fundación Cultural Noval, San Diego Museum of Art, Museum of Latin American Art,Cornell Fine Arts Museum y University of Arkansas at Little Rock.

## Otros proyectos
Su trabajo no se reduce exclusivamente a la pintura sino que también en 2015 participó en el Open Walls Project en donde la reproducción de una de sus piezas se montó como espectacular en University Avenue a la altura de la calle 10, en San Diego, California. En 2006 participó en la conferencia y el programa de televisión Pláticas en los Ángeles, organizado por el Consulado General de México en Los Ángeles, California. En 2004 produjo la imagen para las etiquetas de vino vintage de la casa Bezinger. Y entre 2003 y 2002 creó vestuarios y escenografías de varias obras de teatro y óperas. Entre ellas destaca la ópera del compositor Juan Trigos Sentíes De Cachetito Raspado que se representó en el Festival de Música de Zagreb (Croacia) y en el Festival Internacional Cervantino, en Guanajuato, y las obras del mismo autor tituladas Carne y tripas de gusano y Mamá es loca o está poseída.